# Hubert Meller
Hubert Meller, także Hubert Antoni Meller-Sendler (ur. 28 sierpnia 1913 w Rzeszowie, zm. 1 lutego 2020 w Warszawie) – polski dyplomata.

## Życiorys
Syn Stanisława i Sabiny, brat Adama oraz stryjeczny dziadek dziennikarza Marcina Mellera. W 1925 r. wraz z rodzicami emigrował do Palestyny, uczył się w gimnazjum w Hajfie, z uwagi na trudne warunki materialne przerwał naukę i rozpoczął pracę zarobkową. W latach 1928–1930 pracował w fabryce „Salomona” w Jerozolimie, od 1927 r. był członkiem związków zawodowych, wybrany został sekretarzem młodzieżowej sekcji Związku Zawodowego Metalowców miasta Jerozolimy. Od 1930 r. w Niemczech gdzie oprócz studiów technicznych zaangażował się w działalność polityczną, członek Komunistycznego Związku Młodzieży Niemiec, następnie Komunistycznej Partii Niemiec (KPD). W 1933 ukończył szkołę techniczną L. Bartha w Berlinie. Z końcem tego roku zaangażowany do pracy partyjnej jako „nielegalny”, kierował w tym czasie techniką partyjną na terenie Niemiec środkowych. Od 1935 r. decyzją partii na emigracji w Pradze, gdzie pracował w propagandzie niemieckiej organizacji partyjnej, potem kierował szkoleniem partyjnym niemieckiej emigracji w Czechosłowacji. W tym okresie udzielał się również w publicystyce, współpracował z czasopismami „Tvorba” i „Weltbuehne". W latach 1937–1938 kilkakrotnie wysyłany do Niemiec, celem przekazania instrukcji politycznych i materiałów partyjnych. Od 1939 r. decyzją partii na emigracji w Londynie, gdzie pracował jako ślusarz przy budowie maszyn, był członkiem związku zawodowego Amalgamated Engeneering Union (AEU) oraz zastępcą przewodniczącego rady zakładowej fabryki Truvox. Jednocześnie działał w KPD w Wielkiej Brytanii, jako sekretarz koła partyjnego w Londynie i członek komisji partyjnych, a od 1944 r. został członkiem emigracyjnego kierownictwa partii. W lutym 1946 r. wstąpił do PPR, później do PZPR. Na przełomie 1946/1947 pełnił stanowisko attaché prasowego, potem I sekretarza w Polskiej Misji Wojskowej w Niemczech. W latach 1950–1951 był kierownikiem Polskiej Misji Wojskowej w Berlinie. Po przyjeździe do Warszawy od czerwca 1951 do 19 kwietnia 1968 r. pracował w dyrekcji Polskiego Radia najpierw jako zastępca dyrektora Dyrekcji Obcojęzycznych PR, potem dyrektor w Zespole Programu Zagranicznego PR i dyrektor Programowy Zespołu Programu dla Zagranicy PR.
W sierpniu 2018 skończył 105 lat.

## Ordery i odznaczenia
- Krzyż Oficerski Orderu Odrodzenia Polski (dwukrotnie: 22 lipca 1951[6], 8 lipca 1954[7])
- Medal 10-lecia Polski Ludowej (7 stycznia 1955)[8]